# Aconaemys sagei
El tunduco de Sage o rata de los pinares menor (Aconaemys sagei) es una especie de roedor de la familia Octodontidae.

## Distribución geográfica
Se encuentra en Argentina y en Chile.